# Arthur Coquard
Pour les articles homonymes, voir Coquard.
Arthur Coquard (Paris, 26 mai 1846 - Noirmoutier, 20 août 1910) est un compositeur et critique musical français.

## Biographie
Il a étudié la composition avec César Franck et a été critique musical pour les quotidiens Le Temps et L'Écho de Paris. Il a été directeur de l’Institut National des Jeunes Aveugles de 1891 à 1899.
Coquard a terminé l'opéra La Jacquerie (en) d'Édouard Lalo (1895). Il a également composé l'opéra Jahel (1899) et l'opéra-comique La troupe Jolicœur (1902).
Il a remporté un prix de l'Académie des beaux-arts pour son livre De la musique en France depuis Rameau.
Sa fille, Cécile Coquard, se marie avec le peintre et illustrateur de mode Félix Fournery.

## Œuvres

### Opéras
- Jahel, tragédie lyrique en quatre actes, sur un livret de Simone Arnaud et Louis Gallet (création, Grand Théâtre de Lyon, 24 mai 1900)
- Le mari d'un jour, opéra-comique en trois actes, sur un livret d'Adolphe d'Ennery et Armand Silvestre (1886)
- La Troue Jolicœur, opéra-comique en un prologue et trois actes, sur un livret du compositeur (1901)

### Mélodrame
- À la bien aimée, sur un livret d'Albert Glatigny (1900)

### Musique symphonique
- En Norvège (1906, Paris)
- Suite no 1 (1885)
- Philoctète, musique de scène pour la tragédie de Sophocle (1897)

### Musique de chambre
- Mélodie et scherzetto, pour clarinette et piano (1904)

### Musique vocale
- Le Chant des épées, pour baryton et orchestre (1876)
- Il était une fois, pour voix et piano
- Nocturne, pour deux voix et piano

### Musique chorale
- La Rose, pour chœur mixte (1910)

## Ouvrages
- Berlioz : biographie critique, Paris, Henri Pierre Laurens, coll. « Les musiciens célèbres », 1910, 128 p. (OCLC 1308791, BNF 40040402, lire en ligne)
- De la musique en France depuis Rameau, Paris, Calmann Lévy, 1891, 288 p. (OCLC 2370137, BNF 42921997, lire en ligne)